# Canthidium splendidum
Canthidium splendidum là một loài bọ cánh cứng trong họ Bọ hung (Scarabaeidae).